# Royal Limoges
Royal Limoges est une manufacture de porcelaine de Limoges. Créée en 1797, elle est la plus ancienne manufacture de porcelaine de Limoges encore en activité. Elle représente un lieu historique de la fabrication de la porcelaine de Limoges avec la présence du Four des Casseaux classé Monument Historique.
Située au faubourg des Casseaux, au bord de la Vienne, elle recevait le bois pour chauffer ses fours par flottage.
Aujourd'hui, elle continue à fabriquer sa propre pâte. Ses décors sont imaginés par des cabinets de style ou par les décorateurs de ses propres clients et sont tous exclusifs.
Elle a été connue successivement sous les noms de Porcelaines Alluaud, CFH (Charles Field Haviland), GDM (Gérard Dufraisseix et Morel), GDA (Gérard Dufraisseix et Abbott), SLPG (Société Limousine de Gestion Porcelainière) et Royal Limoges.
Depuis 2003, elle dispose d’un magasin d’usine au 54 rue Victor Duruy à Limoges.
Elle propose une très large gamme de produits, des services de tables, compléments pour la table, articles cadeaux, articles publicitaires et porcelaine hôtelière.
Elle est labellisée Entreprise du Patrimoine Vivant depuis 2006.
L'entreprise bénéficie également de l'indication géographique (IG).

## Historique
François Alluaud fils fonde cette usine de porcelaine qu'il exploite en association avec son frère Jean-Baptiste Clément sous la raison sociale Alluaud Frères. Appelée couramment l'usine des Casseaux, elle fut implantée sur ce site en raison de la proximité du port du Naveix, où arrivait par flottage le bois nécessaire aux fours. Après le retrait de Jean-Baptiste en 1823, François Alluaud s'associe entre 1839 et 1845 à ses fils Victor et Amédée, puis à son gendre Vandermarcq.

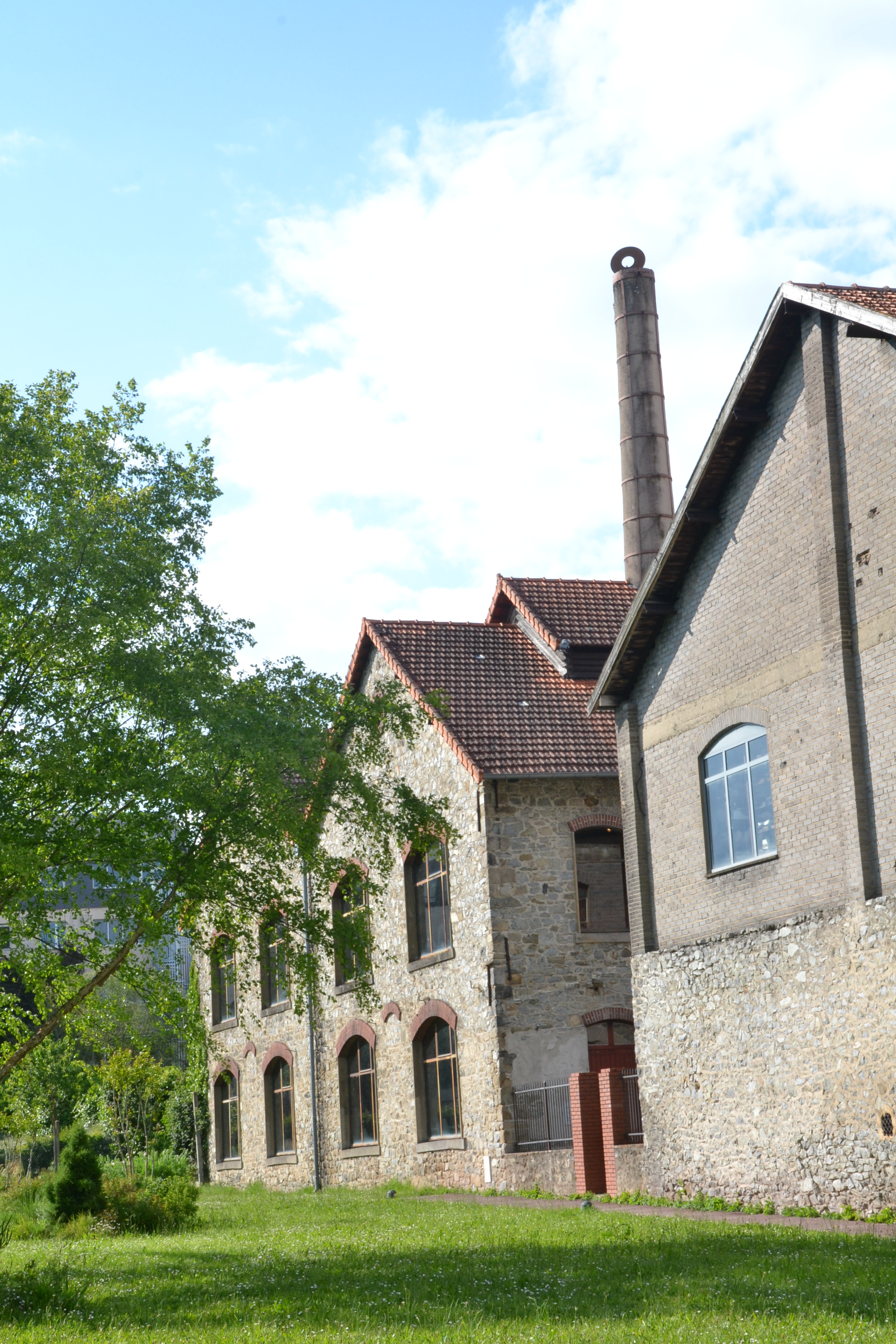
Royal Limoges

Après la mort d'Amédée en 1872, et celle de Victor 4 ans plus tard, l'usine est reprise en 1876 par le mari d'une petite fille de François Alluaud, Charles Field Haviland, cousin germain des porcelainiers limougeauds Charles et Théodore Haviland.

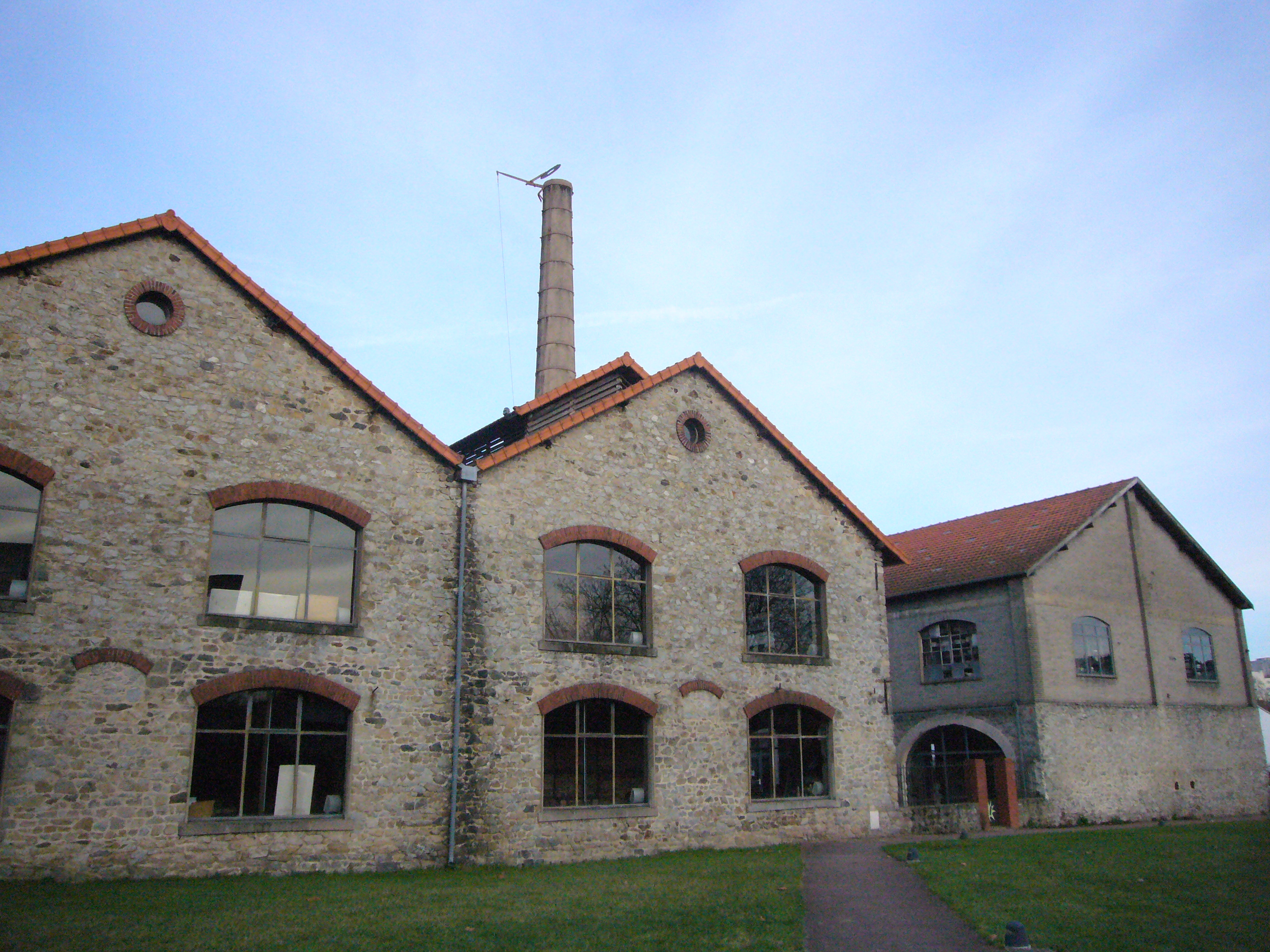
Royal Limoges

Malgré la modernisation des équipements, dont l'installation d'une machine à vapeur en 1879, et l'extension des locaux en 1878, il est contraint, face à la concurrence, de céder en 1881 son usine à la société Gérard Dufraisseix et Morel (GDM), à laquelle sont associés les héritiers Alluaud. En 1890 Morel quitte l'entreprise, qui, avec l'arrivée d'Edgar Abbot en 1900 prend le nom de GDA. De nouveaux ateliers sont construits de 1901 à 1905. En 1960 l'usine de porcelaine Lanternier quitte ses locaux de la rue Cruveilher pour s'installer sur le site des Casseaux. GDA et Lanternier forment alors la Société Limousine de Gestion Porcelainière (SLGP) prise en gérance par Jean-Claude Delaygue, père de l'actuel directeur, Lionel Delaygue. Avec d'autres entreprises porcelainières, SLGP crée en 1972 une filiale au Dorat, Doralaine. En 1989, SLGP devient la société Royal Limoges.